# Station Lucé
Station Lucé is een spoorwegstation in de Franse gemeente Lucé.